# Różowiec biały
Różowiec biały, okółkowiec czteropłatkowy (Rhodotypos scandens) – gatunek krzewu z rodziny różowatych (Rosaceae). Jest jedynym przedstawicielem monotypowego rodzaju różowiec (Rhodotypos). Występuje na Wyspach Japońskich, Półwyspie Koreańskim oraz we wschodnich i środkowych Chinach. Jako introdukowany i dziczejący rośnie także w Ameryce Północnej. W naturze rośnie w lasach na zboczach górskich i w dolinach sięgając do 800 m n.p.m. Uprawiany jest jako ozdobny zwłaszcza w Japonii, rzadziej w Ameryce Północnej, Europie i Chinach. W tym ostatnim kraju gatunek wykorzystywany jest także jako leczniczy. W Polsce uprawiany bywa jako gatunek kolekcjonerski, przy czym ze względu na wrażliwość na mróz zalecany jest tylko dla zachodniej części kraju. Nie ma dużych wymagań glebowych i może rosnąć zarówno w miejscach słonecznych, jak i w półcieniu.
Roślina kwitnie w kwietniu i maju, a owoce dojrzewają od czerwca do września, pozostając na krzewach do października, a częściowo do wiosny.

## Morfologia

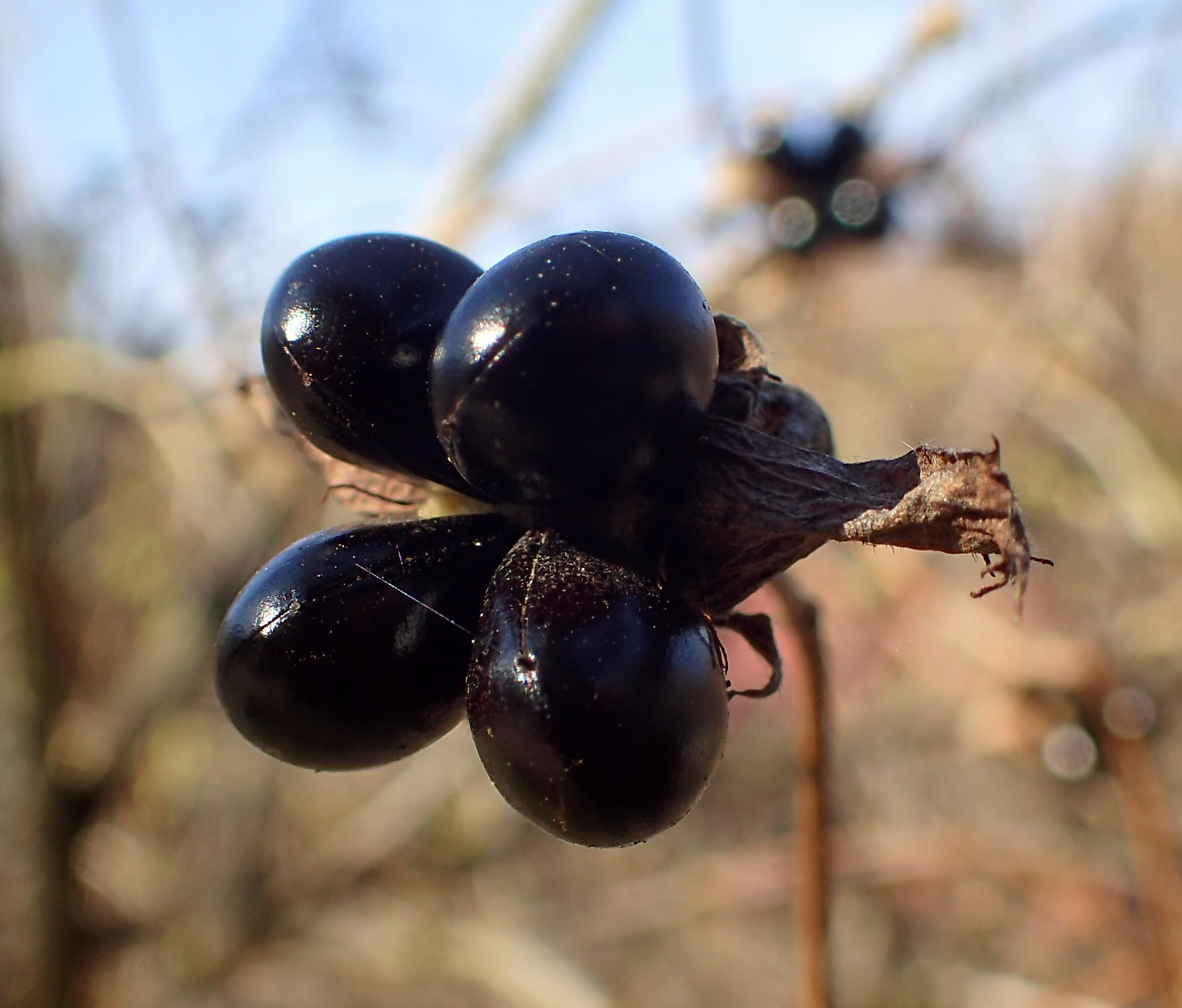
Owoc

PokrójRozłożysty krzew osiągający od 0,5 do 2, rzadko 3 metrów wysokości (według niektórych źródeł w Japonii osiągający nawet 5 m, z kolei w Polsce zwykle nie wyższy niż 1,5 m). Pędy o szarej korze, nagie, niezbyt gęsto rozgałęzione (z węzłów wyrastają po dwa pędy boczne).
LiścieOpadające zimą. Nakrzyżległe, z równowąskimi i całobrzegimi, odpadającymi przylistkami. Liście ogonkowe o blaszce jajowatej, o długości 4,5–10 cm, na brzegu ostro, podwójnie piłkowane, na szczycie zaostrzone, od spodu owłosione.
KwiatyPojedyncze, rozwijają się na końcach krótkopędów, szypułkowe, bez przysadek, ale z czterema listkami kieliszka u nasady (wąskimi i drobnymi). Hypancjum miseczkowate, o średnicy ok. 5 mm. Działki kielicha cztery, rozpostarte, jajowate, piłkowane, nierównej wielkości. Płatki korony cztery, białe, okrągławojajowate, u nasady z krótkim paznokciem, na szczycie zaokrąglone, rozpostarte. Korona osiąga 3 do 4,5 cm średnicy. Pręciki w liczbie 30–60, krótkie. Słupkowie złożone z czterech wolnych owocolistków, każdy z dwoma zalążkami, z których rozwija się tylko jeden. Szyjki słupków nitkowate, zakończone główkowatym znamieniem.
OwoceSuche, twarde, orzeszkowate pestkowce o gładkiej, brązowo-czarnej powierzchni (czarniejące w miarę dojrzewania), zawierające pojedyncze nasiona. W jednym kwiecie rozwijają się w liczbie od jednego do czterech, każdy do 8 mm długości.

## Systematyka
Pozycja systematyczna
Gatunek R. scandens i rodzaj Rhodotypos Siebold et Zuccarini, 1841 klasyfikowany jest do plemienia Kerrieae, podrodziny Amygdaloideae i rodziny różowatych (Rosaceae Juss.).